# Uzzano
Uzzano is een gemeente in de Italiaanse provincie Pistoia (regio Toscane) en telt 4936 inwoners (31-12-2004). De oppervlakte bedraagt 7,8 km², de bevolkingsdichtheid is 633 inwoners per km².
De volgende frazioni maken deel uit van de gemeente: Fornaci, Forone, Molinaccio, La Costa, Sant'Allucio, Santa Lucia, Torricchio.

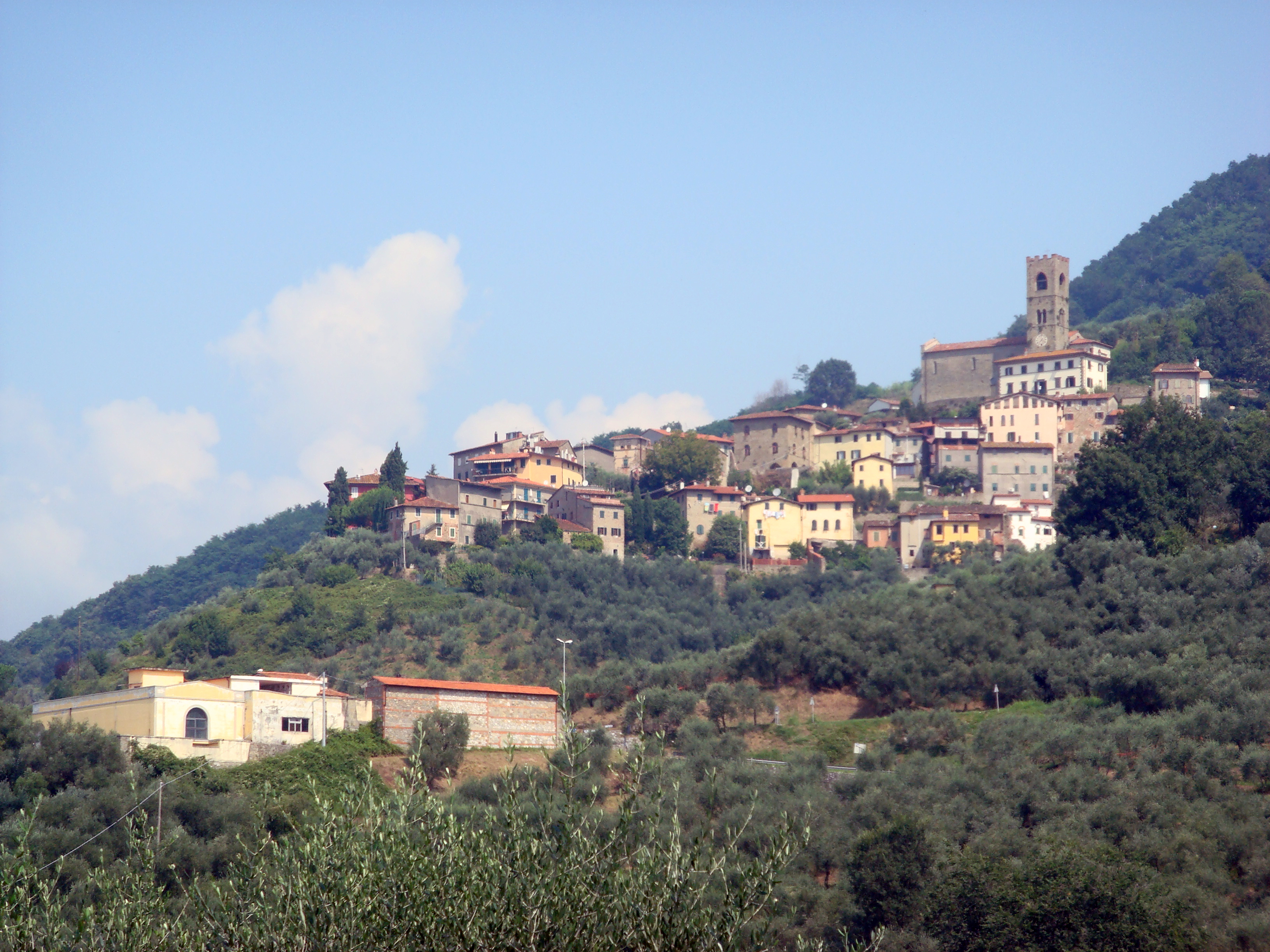
Uzzano
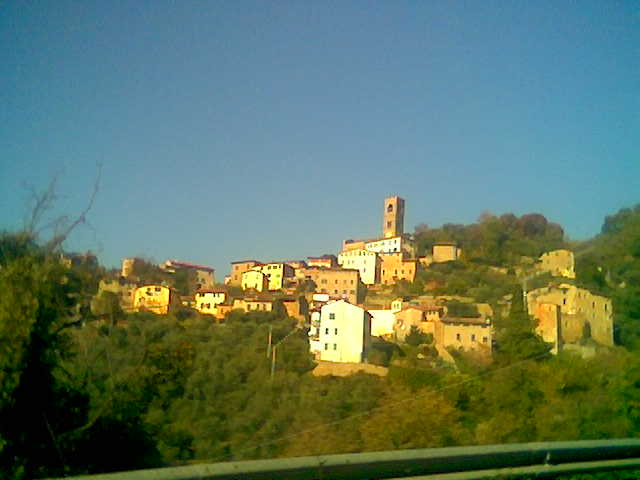
Uzzano Castello

## Demografie
Uzzano telt ongeveer 1874 huishoudens. Het aantal inwoners steeg in de periode 1991-2001 met 17,3% volgens cijfers uit de tienjaarlijkse volkstellingen van ISTAT.
| Jaar | Inwoneraantal |
| ---- | ------------- |
| 1991 | 4016          |
| 2001 | 4711          |

## Geografie
De gemeente ligt op ongeveer 50 m boven zeeniveau.
Uzzano grenst aan de volgende gemeenten: Buggiano, Chiesina Uzzanese, Pescia, Ponte Buggianese.